# Pic Saint-Loup
Pic Saint-Loup este o arie protejată (sit de importanță comunitară — SCI) din Franța întinsă pe o suprafață de 4.430 ha, integral pe uscat.

## Localizare
Centrul sitului Pic Saint-Loup este situat la coordonatele 43°47′05″N 3°48′07″E / 43.78472°N 3.80194°E.

## Înființare
Situl Pic Saint-Loup a fost declarat arie specială de conservare în baza directivei 92/43 din 1992 referitoare la conservarea habitatelor naturale și a faunei și florei sălbatice pentru a proteja 15 specii de animale.

## Biodiversitate
Situată în ecoregiunea mediteraneană, aria protejată conține 18 habitate naturale: Matorral arborescenți cu Juniperus spp., Pajiști umede mediteraneene cu ierburi înalte de Molinio-Holoschoenion, Fânețe de joasă altitudine (Alopecurus pratensis, Sanguisorba officinalis), Grohotișuri termofile și vest-mediteraneene, Pante stâncoase calcaroase cu vegetație casmofită, Pseudostepă cu ierburi și specii anuale de Thero-Brachypodietea, Peșteri inaccesibile publicului, Galerii de Salix alba și de Populus alba, Iazuri temporare mediteraneene, Cursuri de apă de la nivel de câmpie la nivel montan, cu vegetație Ranunculion fluitantis și Callitricho-Batrachion, Râuri mediteraneene cu debit permanent cu specii de Paspalo-Agrostidion și galerii riverane de Salix și de Populus alba, Păduri de Quercus ilex și Quercus rotundifolia, Ape puternic oligomezotrofe cu vegetație bentonică cu Chara spp., Râuri mediteraneene cu debit permanent și vegetație de Glaucium flavum, Pajiști carstice calcaroase sau bazofile, de Alysso-Sedion albi, Izvoare petrifiante cu formare de travertin (Cratoneurion), Râuri mediteraneene cu debit intermitent, cu specii de Paspalo-Agrostidion, Pajiști uscate seminaturale și facies de acoperire cu tufișuri pe substraturi calcaroase (Festuco-Brometalia) (* situri importante pentru orhidee).
La baza desemnării sitului se află mai multe specii protejate:
- mamifere (7): liliac cu aripi lungi (Miniopterus schreibersii), liliac cu urechi de șoarece (Myotis blythii), liliac cu picioare lungi (Myotis capaccinii), liliac cărămiziu (Myotis emarginatus), liliacul mediteranean cu potcoavă (Rhinolophus euryale), liliacul mare cu potcoavă (Rhinolophus ferrumequinum), liliacul mic cu potcoavă (Rhinolophus hipposideros)
- nevertebrate (5): croitorul mare al stejarului (Cerambyx cerdo), Coenagrion mercuriale, fluturele auriu (Euphydryas aurinia), rădașcă (Lucanus cervus), Oxygastra curtisii
- pești (3): Barbus meridionalis, zglăvoacă (Cottus gobio), clean dungat (Telestes souffia)

Pe lângă speciile protejate, pe teritoriul sitului au mai fost identificate 2 specii de amfibieni, 11 specii de mamifere, 2 specii de nevertebrate, 1 specie de reptile.